# بردلی بیل
بردلی امانوئل بیل (انگلیسی: Bradley Emmanuel Beal؛ زادهٔ ۲۸ ژوئن ۱۹۹۳) بازیکن بسکتبال اهل ایالات متحده آمریکا است.
از باشگاه‌هایی که در آن بازی کرده‌است می‌توان به واشینگتن ویزاردز اشاره کرد.